# Erdelberg
Erdelberg ist ein Gemeindeteil des Markts Weidenberg im Landkreis Bayreuth (Oberfranken, Bayern). Erdelberg liegt in der Gemarkung Döhlau.

## Lage
Die Einöde liegt auf dem Ertelberg (496 m ü. NHN). Ein Anliegerweg führt nach Ützdorf (1,1 km südöstlich).

## Geschichte
Erdelberg wurde Mitte des 20. Jahrhunderts auf dem Gemeindegebiet von Döhlau gegründet. Im Zuge der Gebietsreform in Bayern wurde Erdelberg am 1. Mai 1978 nach Weidenberg eingemeindet.

## Einwohnerentwicklung
| Jahr      | 001950 | 001961 | 001970 | 001987 |
| Einwohner | 3      | 3      | 5      | 7      |
| Häuser    | 1      | 1      |        | 1      |
| Quelle    | [ 8 ]  | [ 9 ]  | [ 10 ] | [ 1 ]  |